# Дахау
Дахау (њем. Dachau) општина је у њемачкој савезној држави Баварска. Једно је од 17 општинских средишта округа Дахау. Посједује регионалну шифру (AGS) 9174115.

## Географски и демографски подаци
Смјештен је сјеверозападно од Минхена. Општина се налази на надморској висини од 482 метра. Површина општине износи 35,0 km². У самом мјесту је, према процјени из 2010. године, живјело 41.678 становника. Просјечна густина становништва износи 1.193 становника/km². После Фрајзинга други град по броју становника у околини Минхена.

## Историја
У околини овог града, је од 1933. до 1945. био смјештен нацистички концентрациони логор Дахау, у коме је боравило преко 200.000 и убијено око 41.500 затвореника.

## Међународна сарадња
| Мјесто     | Држава   | Врста сарадње | Од    |
| ---------- | -------- | ------------- | ----- |
| Рош Хајин  | Израел   | контакт       | 2009. |
| Освјенћим  | Пољска   | контакт       | 1989. |
| Клагенфурт | Аустрија | партнерство   | 1974. |
| Извор      |          |               |       |